# 百世集團
百世集團（：BEST）是中國一間物流公司，成立於2007年。
2017年，百世集團在紐交所上市。
2021年，百世集團以68億元人民幣向极兔速递出售百世快递。
2022年1月，百世集團的股價跌穿1美元，收到紐交所的退市警告。

## 外部連結
- 百世集團 （页面存档备份，存于）